# アリー・スィースターニー
サイイド・アリー・フサイニー・スィースターニー （アラビア語: السيد علي الحسيني السيستاني ;ペルシア語: سید علی حسینی سیستانی; セイイェド・アリー・ホセイニー・スィースターニー; 1930年8月4日? -）は、シーア派・十二イマーム派の高位ウラマーでアーヤトッラー・オズマー。マルジャア・アッ＝タクリード。イラク戦争後のイラク政治に関わる重要人物である。日本語の報道では各長音を適当に伸縮してシスタニ師、シスターニ師、シスタニー師、シスターニー師などと表記される。

## 伝記
アリー・スィースターニーはイラン・マシュハドのウラマー家系に生まれた。祖父はナジャフで学んだ高名な学者で、本人のファーストネームであるアリーの名は祖父から取られた。（サイイドは預言者ムハンマドの末裔であることを示す敬称。）
この一族は出自をイラン東南部スィースターンにもち、ニスバにスィースターニーを取る。アリー・スィースターニーは幼少から宗教教育を受け、はじめマシュハドで学び、のちにシーア派聖地である中部イランのゴムへ移った。数年後にはイラクのナジャフに出て、大アーヤトゥッラー・アブルカースィム・フーイーの許で学んでいる。
以降スィースターニーはナジャフに居を定め、1960年代師のフイーからムジュタヒドとして認められると、スィースターニー家はナジャフのコミュニティの名家の一員となった。スィースターニーに対するフーイーの影響は有名であり、特にウラマーとして政治から距離を置くフーイーの信条を引き継ぎ、ルーホッラー・ホメイニーと比較すると、より伝統的静寂主義の列に連なるものといえよう。こうした姿勢はイラクを支配し、統治体制維持のためにシーア派住民に対する抑圧、シーア派指導者への迫害で知られたバアス党の注意をそらせるのに役立った。しかしこのようなスィースターニーの非政治的経歴にもかかわらず、イラクにおける高位シーア派ウラマーの一人として、たびたびバアス党による干渉を受け、たとえば湾岸戦争直後の1991年のシーア派反乱の際には収監されている。また1990年代には数回にわたって、暗殺の標的ともなった。
1992年、フイーが亡くなると、スィースターニーは同輩の認知による通常の手続きにしたがって、大アーヤトゥッラーに昇格した。広く崇敬を受けた師の葬儀にあたっては導師を務めて、フイーの後継者の立場を象徴的な形で強化し、フイーの築き上げたネットワークを引き継ぐことになった。その後の大アーヤトゥッラー・ムハンマド・ムハンマド・サーディク・アッ＝サドルらイラク在住の高位ウラマーらの死去により、イラクにおいて他に群を抜くシーア派ウラマーとなってゆく。スィースターニーはナジャフの中心的アーヤトゥッラーとして、数百万ドルにおよぶ資金を管理し、これを宗教学校の振興、社会福祉事業に投じている。
バアス党による迫害で多くのシーア派ウラマーらが殺害されてゆくなかで生命を保ったものの、スィースターニーのモスクは1994年に閉鎖され、アメリカの侵攻によるバアス党政権の崩壊まで再開されることはなかった。このとき以降、スィースターニーは、ナジャフの自宅にひとり引きこもったが、これは迫害への抗議、あるいはバアス党による自宅監禁令によるものと見られている。隠遁による連絡の取りにくさにもかかわらず、弟子の下位ウラマーらを通じて、スィースターニーはイラクのシーア派住民のあいだに広範な影響力を維持しており、現在のイラク政治において、表面には立ち現れないものの重要な役割を演じている。憲法制定プロセスにおける住民投票への参加を全シーア派住民、特に女性に対して命ずるファトワーの発出、スンナ派集団の暴力に対する報復を禁止することなどと引き替えに、連合国暫定当局によるシーア派に対する譲歩を余儀なくさせたことなどが知られている。
2004年8月はじめ、スィースターニーは年来の心臓病の悪化による深刻な健康不安のためにロンドンにおもむいて治療を受けている。居を定めて以来、ナジャフを離れたのはこれがはじめてであり、健康問題の深刻さを示すものである。しかし、8月25日にはイマーム・アリーの聖廟のあるナジャフにおけるアメリカ海兵隊と、ムクタダー・サドルのマフディー軍の間での衝突調停と合意仲介のためにロンドンからナジャフに戻っている。

## 現代イラク政治における役割
2003年のアメリカ合衆国のイラク侵攻以来、スィースターニーは以前にましてイラクにおける政治的役割を果たすようになっており、西側主要メディアでは一般にイラク戦争後のイラクでの最も政治的影響力をもつ人物としている。2003年の侵攻直前、占領軍に対し抵抗しないよう呼びかけるイラク・シーア派最高指導者として発出したファトワーは連合軍のすみやかな勝利達成を側面から援助したものといえる。2004年、スィースターニーの弟子で当時42歳で民兵組織マフディー軍の指導者ムクタダー・サドルがその名を高め、スィースターニーの潜在的ライバルとまで呼ばれるようになる。ムクタダー・サドルはスィースターニーが国外療養中に聖都ナジャフの制圧を企てるが、スィースターニーは帰国・復帰すると同時に、ナジャフの街路に支持者を組織して権力を誇示、ムクタダー・サドルはナジャフを退出した。これに関してはスィースターニーの支持者には富裕層が多く、ムクタダー・サドルの支持者にはマフディー軍の兵力供給源となっている都市貧困層が多いという社会的基盤について階層の差異が重要であると指摘される。
2003年以降、スィースターニーは政治的行動性を増し、代表者を通じて運動をおこなっているが、これはムクタダー・サドルの擡頭に対する反応とも解釈されており、すなわちイラク社会の悪化する状況に対する反応でもある。
アメリカの占領開始直後、スィースターニーはシーア派ウラマーに対し政治に関与しないよう呼びかけるファトワーを発出した。しかしながら2003年夏に近づくにつれ、直接ではなく常に代表を通じてではあるが、政治への関与を深め、憲法制定議会の形成、のちには移行政権成立のための直接選挙を呼びかける。これはシーア派がイラク人口の約60％を占めていることを背景としたイラク政府におけるシーア派優位の確立を目指したものとされている。その後スィースターニーはアメリカの計画について、イラク政府が十分に民主的ではないとして批判している。
2005年1月の選挙では、スィースターニーの布告と判定はシーア派住民の選挙参加への宗教的支持を与えるものであった。2004年10月1日の声明では、ひとびとは選挙を「重要な問題」と認識すべきであって、「自由かつ公正に……すべてのイラク人が参加すること」を望む、としている。これは選挙による民主主義について、権力が人民に由来しており、神に存する主権を踏みにじる「非イスラーム的」なるものだとの主張に対し、シーア派住民には投票すべき宗教的な義務があると示すものであった。選挙の結果、自身が影響力をもつイラク・イスラム革命最高評議会を中核とする統一イラク同盟が政権を獲得した。
また、バグダード南方のスンナ派が支配的な地域（「死の三角地帯」の名で知られる）で恒常的となったスンナ派サラフィー主義者による攻撃に対し、シーア派は応戦しないようにとも論じている。このような非暴力の強調により、2005年のノーベル平和賞候補ともなった。
2006年3月16日、スィースターニーは、自身のアラビア語版ウェブサイトで発出したファトワーについて同性愛者団体などから非難を受けた。これは男性、女性とも同性愛は「禁じられており」、同性愛者は「想定されるかぎりで最悪の方法で殺されるべき」と断ずるものであった。これについては、同性愛者を標的とした一連の殺人事件ののちにウェブサイトから削除された。これについてはイラクにおける同性愛者の権利およびイスラーム教徒による性的マイノリティー迫害を参照。
2019年10月上旬より発生した反政府デモによって11月下旬までに400人以上の死者、1万5000人もの負傷者を出したこともあり、11月29日、スィースターニーは定例の説教で内閣の入れ替えを要求。これを受け、アーディル・アブドゥルマフディー首相が辞任する意向を表明するなど、2010年代後半においてもなお影響力を保持している。
2021年3月6日、イラクを訪問中のローマ教皇フランシスコと自宅で会談。非公開で行われたが、イラクにおけるキリスト教徒の安全と権利について話し合いが行われたと報道された。

## 法学者の統治
スィースターニーは、大アーヤトゥッラー・アブルカースィム・フーイーを継いで、「法学者の統治」（ウィラーヤトゥル・ファキーフ）論の受け入れを限定的なものにとどめる立場である。自身のウェブサイトでは次のように言う。
問「法学者の統治」に関して大アーヤトゥッラー・スィースターニー師はどのようにお考えか。
答全ての法学者（ファキーフ）は非訴訟事項におけるウィラーヤ権（保護監督権）を持つ。これを法学用語では「ウムールル・ヒスビーヤ」と呼ぶ。しかし「ウムールル・ヒスビーヤ」が社会秩序に関連する全般的事項に適用されるかについては、法学者の保護監督権（＝統治権）とその執行は、その時々の特定の状況に依存するものである。ムウミニーン（信徒）の多数のあいだで、ある法学者の見解がどの程度受容されているかもその指標の一つである。
スィースターニーはイラクのシーア派ウラマーが政治の枠外に身をおくことを支持しており、大アーヤトゥッラー・ムハンマド・タキー・ムダッリスィーらのイラク在住高位ウラマーとともに、比較的穏健なイスラーム解釈を支持している。